# 김태극
김태극(1988년 ~)은 대한민국의 가수다.

## 방송
- 스타 오디션 위대한 탄생 2 (2011) - Top12(12위)
- 히든싱어 1 (2013) - 이문세 편 4위

## 음반
- '위대한 탄생 시즌2' 멘토스쿨 Part.5 (윤상 편) (2012)
- '위대한 탄생 시즌2' TOP12 (위대한 명곡 Old & New) (2012)
- Island (with Les Trois) (2013)
- 애타게 부른다 (2015)
- 벚꽃나무 (2018)
- 봄에 (2019)
- 그리움은 꽃으로 피어 (2020)
- 편의점 맥주 (2020)

### 태두리
- 무대위로 올라가기 오분 직전에 너에게 헤어지잔 문자 메시지를 받았네... (2015)
- 동거 중 (2016)

### 태엽장치
- 멍을 때리네 (2017)
- 칭찬에 약해요 (2017)
- 썸타는 썸머 (2017)